# Bayraktar
Bayraktar ist ein türkischer männlicher Vorname und Familienname türkischer und persischer Herkunft mit der Bedeutung „Fahnenträger“, abgeleitet u. a. von türk. bayrak = „Fahne“, (türkische) „Flagge“.

## Namensträger

### Familienname
- Erdoğan Bayraktar (* 1948), türkischer Politiker
- Doğan Bayraktar (* 1995), türkischer Schauspieler
- Gülşen Bayraktar (* 1976), türkische Popsängerin, siehe Gülşen
- Hakan Bayraktar (* 1976), türkischer Fußballspieler
- Kemal Bayraktar (* 1998), türkischer Fußballspieler
- Mesut Bayraktar (* 1990), deutscher Schriftsteller und Autor
- Murad Bayraktar (* 1974), deutscher Hörfunk- und Fernsehmoderator
- Selçuk Bayraktar (* 1979), türkischer Ingenieur und Unternehmer
- Selim Bayraktar (* 1975), türkischer Schauspieler
- Sümeyye Erdoğan Bayraktar (* 1985), türkische Ökonomin, siehe Sümeyye Erdoğan
- Ufuk Bayraktar (* 1986), türkischer Fußballspieler
- Ufuk Bayraktar, bekannt als Ufo361 (* 1988), deutscher Rapper türkischer Abstammung
- Ufukhan Bayraktar (* 1986), türkischer Fußballspieler
- Yılmaz Bayraktar (* 1984), deutsch-türkischer Schauspieler